# Snowshoe Glacier
Snowshoe Glacier är en glaciär i Antarktis. Den ligger i Västantarktis. Argentina, Chile och Storbritannien gör anspråk på området. Snowshoe Glacier ligger 409 meter över havet.
Terrängen runt Snowshoe Glacier är kuperad västerut, men österut är den bergig. Trakten är obefolkad. Det finns inga samhällen i närheten. 